# Tarbelli
I Tarbelli erano un popolo aquitano che occupava il Paese basco settentrionale e la Chalosse, un territorio della Guascogna, nel dipartimento francese delle Landes.

## Storia
I Tarbelli erano un antico popolo pre-romano dell'Aquitania sud-occidentale (la successiva provincia romana di Novempopulana) e appartenevano quindi alle tribù della Gallia. Vivevano nella regione costiera del Golfo di Biscaglia, su entrambe le sponde dell'Aturrus (oggi Adour), fino ai Pirenei. Secondo Claudio Tolomeo, la loro area di insediamento era a sud di quella dei Bituriges Vibisci.Plinio il Vecchio li chiama Tarbelli Quattuorsignani, cioè "Tarbelli dei quattro vessilli", ma l'epiteto Quattuorsignani non è spiegato. I Tarbelli sfruttarono i giacimenti d'oro del loro territorio e raggiunsero una certa prosperità anche grazie alle sorgenti minerali fredde e calde.Soprattutto, però, vivevano di agricoltura e pascolo.
Publio Licinio Crasso, incaricato da Gaio Giulio Cesare di sottomettere l'Aquitania durante la guerra gallica del 56 a.C., portò anche i Tarbelli a riconoscere la sovranità romana. In seguito entrarono a far parte della civitas Aquensium in Gallia Aquitania insieme ad altre tribù. La loro località più importante era Aquae Tarbellicae (l'attuale Dax), attraversata dal fiume Aturrus.
Nella tarda antichità, il territorio dei Tarbelli apparteneva alla provincia di Novempopulana istituita dall'imperatore Diocleziano.